# Casco-de-vaca-branco
Bauhinia variegata var. candida é uma espécie botânica pertencente à subfamília Caesalpinioideae.
Os seus nomes comuns são casco-de-vaca-branco ou unha-de-vaca-branca.

## Sinonímia
Segundo a base de dados Tropicos possui os seguintes sinónimos:
- Bauhinia alba Buch.-Ham. ex Wall.
- Bauhinia candida Aiton
- Bauhinia candida Roxb.
- Bauhinia variegata var. alboflava de Wit
- Bauhinia variegata var. candida (Aiton) Voigt

## Características
A Bauhinia variegata var. candida é uma variação da B. variegata e se diferem, principalmente, pela coloração de suas flores. As flores da B. variegata são rosas, enquanto sua variação possui flores brancas.
A B. variegata e sua variação candida são muito usadas para arborização urbana.
- Características das folhas (tamanho; persistência): médias; caducas
- Flores: Possui cinco estames férteis.
- Copa (formato; diâmetro): arredondada e larga; 4 m
- Clima:subtropical/temperado
- Crescimento: rápido
- Floração (coloração; época): branca ou lilás; julho a outubro
- Frutificação (tipo do fruto; época da frutificação): vagem; outubro a dezembro
- Origem: Índia e China
- Porte (altura da planta): 4 a 10 m
- Propagação: sementes